# Athol Fugard
Athol Fugard (de nombre completo Harold Athol Lanigan Fugard) (Middelburg, Provincia Oriental del Cabo, 11 de junio de 1932-Stellenbosch, 8 de marzo de 2025) fue un dramaturgo, novelista, actor y director de cine sudafricano. Escribiá en inglés. Su guion para la película Tsotsi mereció el Oscar al mejor film extranjero de 2005.

## Biografía
De madre afrikáner y padre anglo-irlandés, fue opositor al apartheid. Residía en San Diego donde era profesor adjunto en la Universidad de California en San Diego. En el año 2005 le fue otorgada la Orden de Ikhamanga del gobierno sudafricano
Se casó en 1956 con Sheila Meiring (Birmingham, Inglaterra, 1932) hoy conocida como Sheila Fugard, novelista y poeta como la hija de ambos: Lisa Fugard.
El 15 de octubre de 2014 recibió el Praemium Imperiale en la categoría de teatro/cine.
Falleció el 8 de marzo de 2025 a los 92 años de edad.

## Obras selectas
- Klaas and the Devil (1956)
- The Cell (1957)
- No-Good Friday (1958)
- Nongogo (1959)
- The Blood Knot (1961); Blood Knot (1987)
- Hello and Goodbye (1965)
- The Coat (1966)
- People Are Living There (1968)
- The Last Bus (1969)
- Boesman and Lena (1969)
- Friday's Bread on Monday (1970)
- Sizwe Bansi Is Dead (1972)
- The Island (1972)
- Statements After an Arrest Under the Immorality Act (1972)
- Dimetos (1975)
- Orestes (1978)
- A Lesson from Aloes (1978)
- The Drummer (1980)
- Master Harold...and the Boys (1982)
- El camino a La Meca (1984)[8]
- A Place with the Pigs: a personal parable (1987)
- My Children! My Africa! (1989)
- My Life (1992)
- Playland (1993)
- Valley Song (1996)
- Sorrows and Rejoicings (2001)
- Exits and Entrances (2004)
- Booitjie and the Oubaas (2006)
- Victory (2007)
- Coming Home (2009)
- Have you seen Us (2009)

## Publicaciones seleccionadas
- Three Port Elizabeth Plays: Oxford and New York, 1974. ISBN 0-19-211366-6.
- Sizwe Banzi Is Dead, New York: Viking Press, 1976. ISBN 0-670-64784-5
- Dimetos and Two Early Plays. Oxford and New York: Oxford UP, 1977. ISBN 0-19-211390-9.
- Boesman and Lena and Other Plays. Oxford and New York: Oxford UP, 1980. ISBN 0-19-570197-6.
- A Lesson from Aloes: A Play. Oxford and New York: Oxford UP, 1981.
- Marigolds in August. A. D. Donker, 1982. ISBN 0-86852-008-X.
- Boesman and Lena. Oxford and New York: Oxford UP, 1983. ISBN 0-19-570331-6.
- People Are Living There. Oxford and New York: Oxford UP, 1983. ISBN 0-19-570332-4.
- Master Harold...and the Boys. New York and London: Penguin, 1984. ISBN 0-14-048187-7.
- The Road to Mecca: 1985. ISBN 0-571-13691-5. Suggested by the life and work of Helen Martins.
- A Place with the Pigs: London: Faber and Faber, 1988. ISBN 0-571-15114-0.
- My Children! My Africa! Johannesburg: Witwatersrand UP, 1990. ISBN 1-86814-117-9.
- Blood Knot and Other Plays. New York: Theatre Communications Group, 1991. ISBN 1-55936-019-4.
- Playland and Other Worlds. Johannesburg: UP, 1992. ISBN 1-86814-219-1.
- The Township Plays. Oxford and New York: Oxford UP, 1993. ISBN 0-19-282925-4 (10). ISBN 978-0-19-282925-2 (13).
- Cousins: A Memoir, Johannesburg: Witwatersrand UP, 1994. ISBN 1-86814-278-7.
- Hello and Goodbye. Oxford and New York: Oxford UP, 1994. ISBN 0-19-571099-1.
- Valley Song. London: Faber and Faber, 1996. ISBN 0-571-17908-8.
- The Captains's Tiger, Johannesburg: Witwatersrand UP, 1997. ISBN 1-86814-324-4.
- Athol Fugard: Plays. London: Faber and Faber, 1998. ISBN 0-571-19093-6.
- Interior Plays. Oxford and New York: Oxford UP, 2000. ISBN 0-19-288035-7.
- Port Elizabeth Plays. Oxford and New York: Oxford UP, 2000. ISBN 0-19-282529-1.
- Sorrows and Rejoicings. New York:2002. ISBN 1-55936-208-1.
- Exits and Entrances. New York: 2004. ISBN 0-8222-2041-5.